# Монте-Кастелло-ди-Вибио
Мо́нте-Касте́лло-ди-Ви́био (итал. Monte Castello di Vibio) — коммуна в Италии, расположена в области Умбрия, подчиняется административному центру Перуджа.
Население составляет 1616 человек, плотность населения составляет 52 чел./км². Занимает площадь 31 км². Почтовый индекс — 6057. Телефонный код — 075.
Святыми покровителями коммуны почитаются святые апостолы Филипп и Иаков, празднование 3 мая.

## Достопримечательности
В Монте-Кастелло-ди-Вибио находится Театр делла Конкордия (итал. Teatro della Concordia), самый маленький театр в итальянском стиле в мире.